# Weinsheim, Bad Kreuznach
Weinsheim là một đô thị thuộc huyện Bad Kreuznach trong bang Rheinland-Pfalz, phía tây nước Đức. Đô thị Weinsheim, Bad Kreuznach có diện tích 9,28 km², dân số thời điểm ngày 31 tháng 12 năm 2006 là 1939 người.